# Aleuroplatus biluminiporus
Aleuroplatus biluminiporus es un hemíptero de la familia Aleyrodidae, con una subfamilia: Aleyrodinae.
Fue descrita científicamente por primera vez por Martin & Malumphy en 2002.